# Rökbrun hackspett
Rökbrun hackspett (Leuconotopicus fumigatus) är en fågel i familjen hackspettar inom ordningen hackspettartade fåglar.

## Utseende
Rökbrun hackspett är en relativt liten hackspett som mäter 18 cm. Fjäderdräkten är förhållandevis enfärgad i rökbrunt med ljusare gråaktigt ansikte. Hanen har röd hjässa.

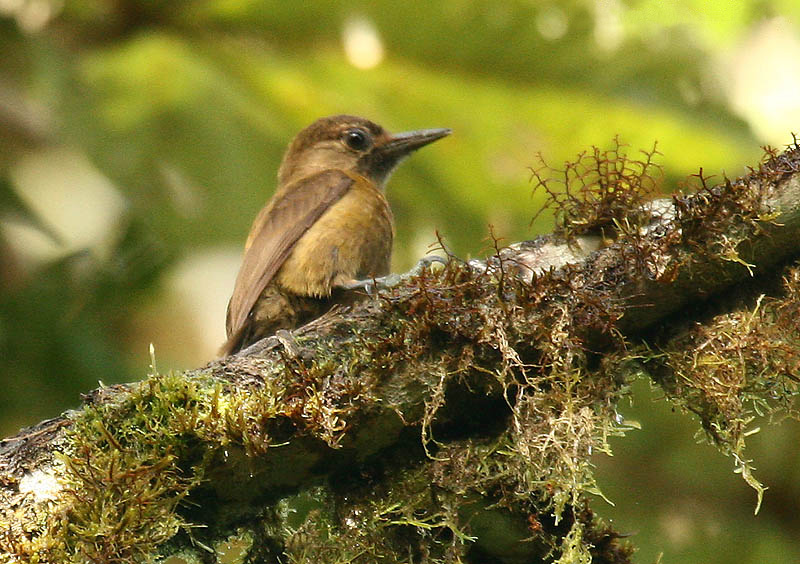
Hona fotograferad i Ecuador.

## Utbredning och systematik

### Utbredning
Rökbrun hackspett förekommer i södra Nordamerika och i Mellan- och Sydamerika, i Argentina, Belize, Bolivia, Colombia, Costa Rica, Ecuador, El Salvador, Guatemala, Honduras, Mexiko, Nicaragua, Panama, Peru och Venezuela.

### Underarter
Arten delas in i fem underarter med följande utbredning:
- L. f. oleagineus – i låglänta delar och förberg i östra Mexiko
- L. f. sanguinolentus – från centrala och södra Mexiko till västra Panama
- L. f. fumigatus – från östra Panama till västra Bolivia och nordvästra Argentina (Jujuy)
- L. f. obscuratus – från sydvästra Ecuador till nordvästra Peru
- L. f. reichenbachi – i norra Venezuela

### Släktestillhörighet
Tidigare betraktades rökbrun hackspett tillhöra släktet Veniliornis men genetiska studier visar att den är närbesläktad med hårspetten (P. villosus) och placerades därför i Picoides. DNA-studier visar dock att båda dessa inte alls är närbesläktade med typarten för Picoides, nämligen tretåig hackspett. Istället hör de till en grupp övervägande amerikanska hackspettar som även omfattar släktet Veniliornis. De förs därför numera till ett annat släkte, antingen tillsammans med närmaste släktingarna arizonaspett, vulkanspett, tallspett och vithuvad hackspett till Leuconotopicus eller så inkluderas de tillsammans med Veniliornis-arterna i Dryobates.

## Levnadssätt

### Biotop och föda
Rökbrun hackspett förekommer i olika typer av skogslandskap, i Anderna begränsad till höglänta nivåer, men i södra Mexiko och Centralamerika mer vida spridd även i låglandet. Den påträffas ofta i par och gärna i artblandade flockar, födsoökande både högt och lågt, huvudsakligen på mindre grenar och bland klängväxter, på jakt efter trädlevande insekter.

### Häckning
Fågeln häckar mellan februari och juni i Centralamerika, februari–mars i norra Venezuela och oktober–april i Colombia. Båda könen hackar ur sitt bo i en trädstam eller en större gren, 1,5 till åtta meter ovan mark. Där i lägger den fyra ägg.

## Status och hot
Arten har ett stort utbredningsområde och en stor population, men tros minska i antal, dock inte tillräckligt kraftigt för att den ska betraktas som hotad. Internationella naturvårdsunionen IUCN listar därför arten som livskraftig (LC). Beståndet uppskattas till i storleksordningen 50 000 till en halv miljon vuxna individer.